# Aserbaidschan und die Europäische Union
Die bilateralen Beziehungen zwischen Aserbaidschan und der Europäischen Union begannen nach der Auflösung der Sowjetunion und der Erlangung der Unabhängigkeit Aserbaidschans im Jahr 1991. Seit 2009 ist das Land mit der Europäischen Union (EU) durch die Östliche Partnerschaft verbunden.

## Geschichte
Bereits seit der Unabhängigkeitserklärung 1991 bestand seitens Aserbaidschans der Wunsch nach einer Zusammenarbeit mit der EU. Davor konzentrierten sich die Beziehungen zur EU nur auf humanitäre Hilfe im Rahmen des Programms Humanitarian Aid and Civil Protection der Europäischen Kommission.
Eine Grundlage der Beziehungen zwischen der Europäischen Union (EU) und Aserbaidschan bildet das 1996 unterzeichnete und 1999 in Kraft getretene Partnerschafts- und Kooperationsabkommen (PKA-Aserbaidschan). Bis zur Unterzeichnung des PKA-Aserbaidschan gab es keine rechtliche Grundlage. Durch das PKA-Aserbaidschan wurde ein geeigneter Rahmen für den politischen Dialog zwischen Aserbaidschan und EU geschaffen, um die politischen Beziehungen ausbauen zu können.
Heute ist die EU der größte Handelspartner von Aserbaidschan und Aserbaidschan der größte Handelspartner der EU im Südkaukasus. Nach einer Statistik der EU bestanden 99,5 % der EU-Einfuhren aus Aserbaidschan aus Öl- und Brennstoffen.

## Energiepolitische Zusammenarbeit
Aufgrund des wachsenden Energiebedarfs der EU hat Aserbaidschan als ein Land an der Grenze zwischen Europa und Asien enorme Bedeutung für die EU. Dabei spielt das Land eine Schlüsselrolle für Europa bei den Ölausfuhren vom Kaspischen Meer über nicht-russische Netze und als mögliche Exportroute für andere kaspische Ölproduzenten wie Kasachstan und Turkmenistan.
Für die energiepolitische Zusammenarbeit zwischen der EU und Aserbaidschan bilden der am 16. April 1998 in Kraft getretene Vertrag über die Energiecharta und Artikel 55 des PKA-Aserbaidschans sowie die darauf gestützten Unterstützungsprogramme: TACIS (Technical Assistance for CIS), INOGATE (Interstate Oil und Gas Transport to Europa) und TRACECA (Transport Corridor Europe Caucasus Central Asia) die rechtlichen und vertraglichen Fundamente.
Nach Art. 55 umfasst die energiepolitische Zusammenarbeit zwischen der EU und Aserbaidschan folgende Bereiche:
- Formulierung und Entwicklung einer Energiepolitik;
- Verbesserung der Verwaltung und der Regulierung des Energiesektors auf marktwirtschaftlicher Grundlage;
- Verbesserung der Energieversorgung, einschließlich der Sicherheit der Energieversorgung, in wirtschaftlich und ökologisch vernünftiger Weise;
- Förderung des Energiesparens und der rationellen Energienutzung und Umsetzung des Energiechartaprotokolls über Energieeffizienz und damit verbundene Umweltaspekte;
- Modernisierung der Energieinfrastrukturen;
- Verbesserung der Energietechnik für Versorgung und Endverbrauch für alle Energiearten;
- Managementausbildung und technische Ausbildung im Energiesektor;
- Transport und Durchfuhr von Energieerzeugnissen und Energieträgern;
- Schaffung der institutionellen, rechtlichen, steuerlichen und sonstigen Voraussetzungen, die für die Förderung einer Ausweitung von Handel und Investitionen im Energiebereich notwendig sind;
- Entwicklung der Wasserkraft und anderer erneuerbarer Energiequellen.[2]

Am 6. November 2006 vereinbarten İlham Əliyev und der damalige Präsident der Europäischen Kommission, José Manuel Barroso über Gaslieferungen nach Europa. Als Folge dieser Vereinbarung unterzeichneten José Manuel Barroso und Əliyev ein strategisches Gasabkommen. Damit sagte Ilham Əliyev erstmals schriftlich zu, Europa mit Gas zu beliefern. EU-Kommissionspräsident Barroso erklärte dazu: „Das ist ein großer Durchbruch. Mit diesem Abkommen bekommt Europa direkten Zugang zu Gas aus dem Kaspischen Becken, was die Realisierung des südlichen Korridors ermöglicht. Diese neue Versorgungsroute wird die Energieversorgungssicherheit der europäischen Verbraucher und Unternehmen verbessern.“ Gemäß der Vereinbarung wurde die Infrastruktur für die Gaslieferungen nach Europa von der EU und Aserbaidschan gemeinsam aufgebaut.

## Kooperation im Rahmen der Europäischen Nachbarschaftspolitik (ENP)
Am 12. Mai 2004 schlug die Europäische Kommission mit der Mitteilung unter dem Titel Strategiepapier der Europäischen Nachbarschaftspolitik, unter Berücksichtigung der Vorschläge des EU-Sonderbeauftragten, dem Rat vor zu beschließen, Aserbaidschan in die Europäische Nachbarschaftspolitik (ENP) einzubeziehen. Am 6. Juli 2004 wurde Aserbaidschan auf dem Brüsseler Gipfel in die Europäische Nachbarschaftspolitik aufgenommen. Im November 2006 vereinbarte Aserbaidschan mit der EU einen Aktionsplan für Reformen in den Bereichen Politik, Menschenrechte, Gewaltenteilung, Wirtschaft und Justiz.
ENP-Aktionsplan legt folgende Prioritätsbereiche fest:
- Beitrag zu einer friedlichen Lösung des Nagorny-Karabach-Konflikts;
- Stärkung der Demokratie in Aserbaidschan auch durch einen fairen und transparenten Wahlprozess im Einklang mit den internationalen Anforderungen;
- Stärkung des Schutzes der Menschenrechte, der Grundfreiheiten und des Rechtsstaates im Einklang mit den von Aserbaidschan eingegangenen internationalen Verpflichtungen (PKA, Europarat, OSZE, UN);
- Verbesserung des Geschäfts- und Innovationsklimas, vor allem durch die Verschärfung des Kampfes gegen die Korruption;
- Verbesserung der Funktionsweise der Zollbehörden;
- Unterstützung einer ausgewogenen und nachhaltigen Wirtschaftsentwicklung mit den besonderen Schwerpunkten Diversifizierung wirtschaftlicher Tätigkeiten, Entwicklung der ländlichen Gebiete, Verringerung der Armut und soziale/gebietliche Kohäsion;
- Förderung der nachhaltigen Entwicklung einschließlich Umweltschutz;
- weitere Konvergenz der Wirtschaftsgesetze und der Verwaltungspraktiken;
- Stärkung der bilateralen Energiezusammenarbeit EU-Aserbaidschan und der regionalen Zusammenarbeit im Energie- und Verkehrsbereich, um die Ziele der Ministerkonferenz von Baku vom November 2004 zu erreichen;
- Stärkung der Zusammenarbeit im Bereich der Justiz, der Freiheit und der Sicherheit einschließlich der Grenzverwaltung;
- Stärkung der regionalen Zusammenarbeit.[11]